# 伍桥镇
伍桥镇，是中华人民共和国江西省宜春市高安市下辖的一个乡镇级行政单位。

## 行政区划
伍桥镇下辖以下地区：
伍桥社区、伍桥村、联合村、沽塘村、洋源村、堎上村、高家村、学山村、龙山村、末元村、东方村、白土村和桂塘村。